# Pyripnoa pyraspis
Pyripnoa pyraspis är en fjärilsart som beskrevs av Edward Meyrick 1891. Pyripnoa pyraspis ingår i släktet Pyripnoa och familjen nattflyn. Inga underarter finns listade.